# Nu-mă-uita
Nu-mă-uita (Myosotis) o plantă ce aparține familiei Boraginaceae, ce conține peste 50 de specii erbacee, anuale, bienale sau perene.
Este întâlnită din Noua Zeelandă, până în Europa, Asia și America de Nord. Crește atât în stare spontană, cât și cultivată.

## Nume
Denumirea populară a florii este o calchiere a germanului 'Vergissmeinnicht' (Nu-mă-uita). Denumirea științifică a florii provine din greaca veche μυοσωτίς (myosotis), "urechea șoarecelui", datorită frunzelor care par să semene cu urechile unui șoarece.

## Caractere morfologice
- Aspect: Erbaceu, tufe scunde, compacte.

- Frunzele sunt opuse simple, nedivizate, alterne, lipsite de stipele[1].

- Florile sunt hermafrodite, albe, roz sau albastre, fără bractee, rar cu câteva bractee, în cimă scorpioidală.Elementele componente sunt: caliciu cu cinci diviziuni, corolă lungă, tubuloasă, iar limbul plan cu cinci petale îndepărtate cu gâtul închis prin solzi gălbui și cinci stamine[1].

- Fructele sunt păstăi, care conțin multe semințe mici. În funcție de specie, înfloresc din luna mai până în iulie.

## Înmulțire
Se înmulțește atât pe cale sexuată (prin semințe) cât și pe cale asexuată (butași). Preferă sol de grădină mai humos și poziții semiumbroase.

## Utilizare
Ca plante ornamentale, se folosesc în parcuri și grădini, balcoane, interioare și ca  flori tăiate. Sunt specii care se pot forța.

## Principalele specii
- Myosotis alpestris
- Myosotis arvensis
- Myosotis asiatica
- Myosotis azorica
- Myosotis caespitosa
- Myosotis decumbens
- Myosotis discolor
- Myosotis latifolia
- Myosotis laxa
- Myosotis nemorosa
- Myosotis ramosissima
- Myosotis scorpioides
- Myosotis secunda
- Myosotis sicula
- Myosotis stricta
- Myosotis sylvatica
- Myosotis verna
- Myosotis venosa
- Myosotis forsteri

## Galerie imagini

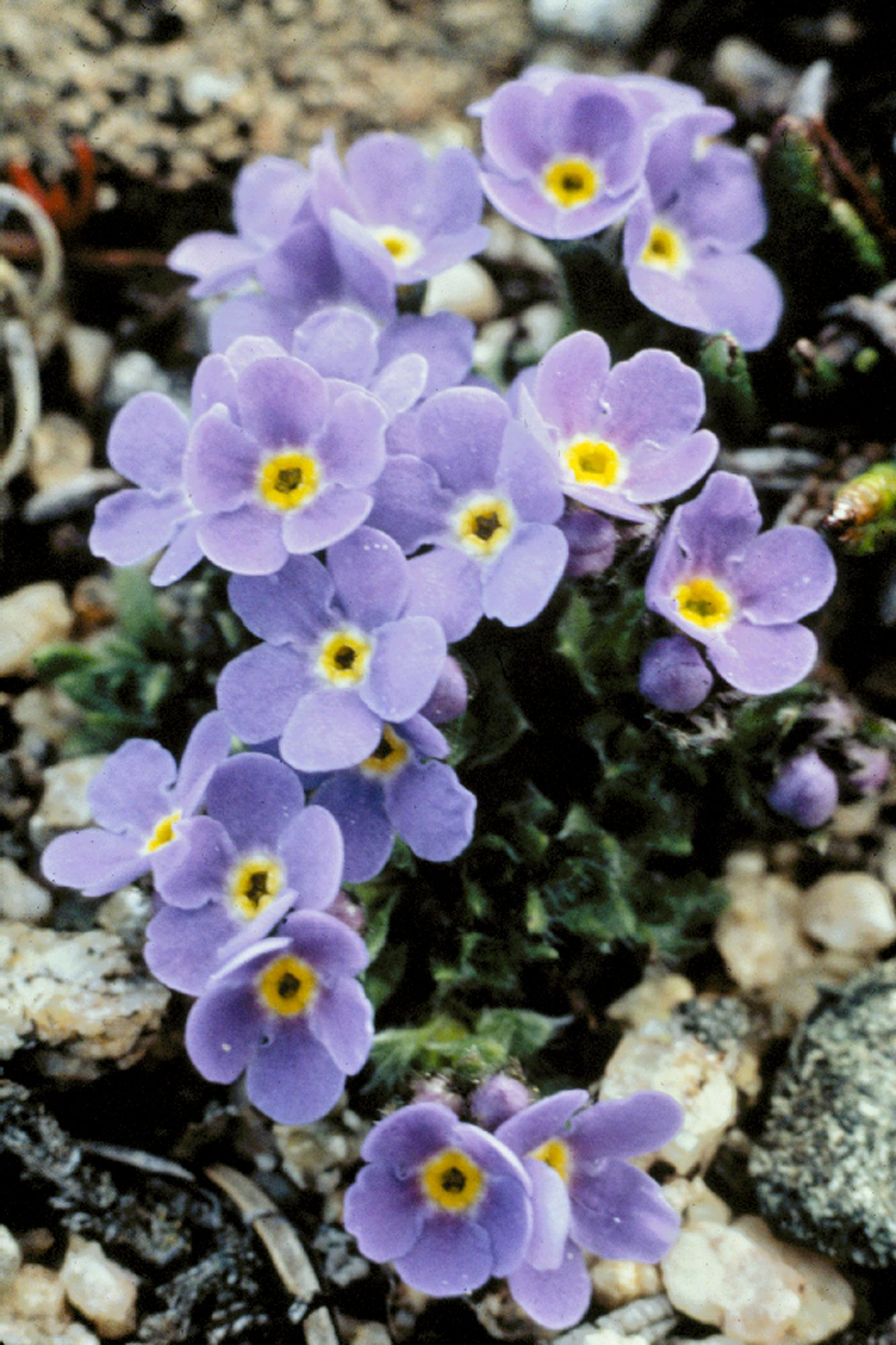
Myosotis alpestris
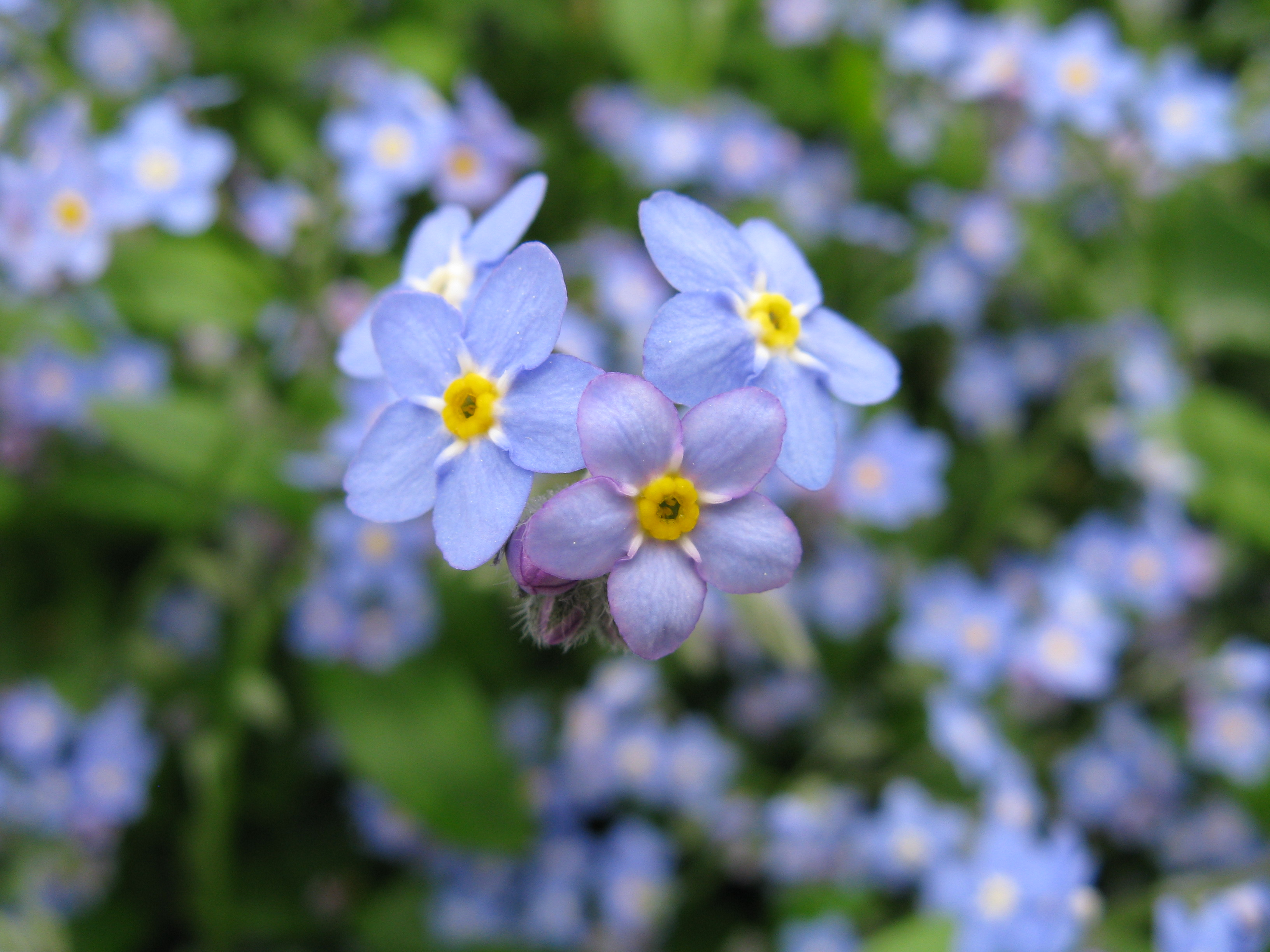
Myosotis scorpioides
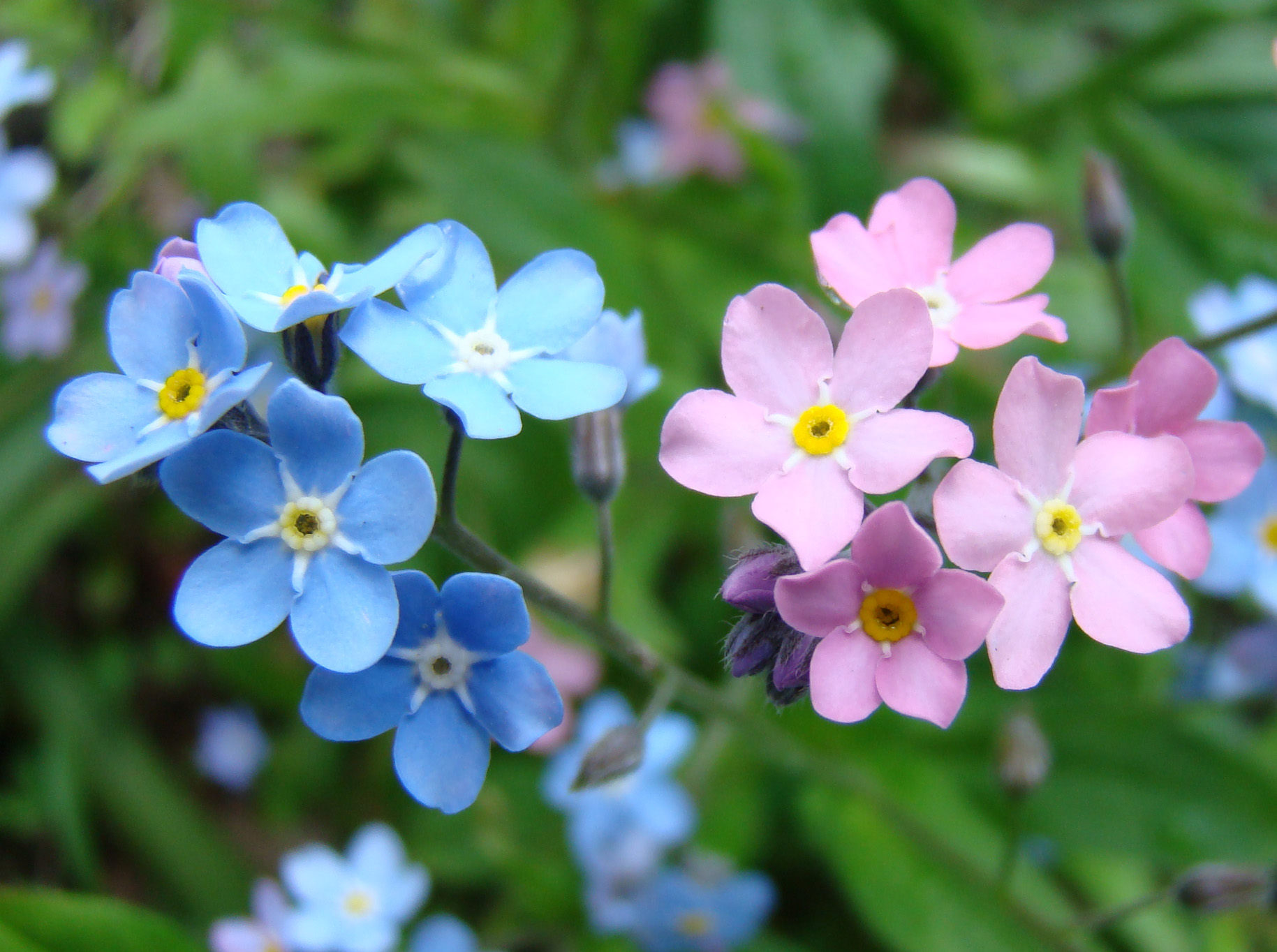
Myosotis arvensis
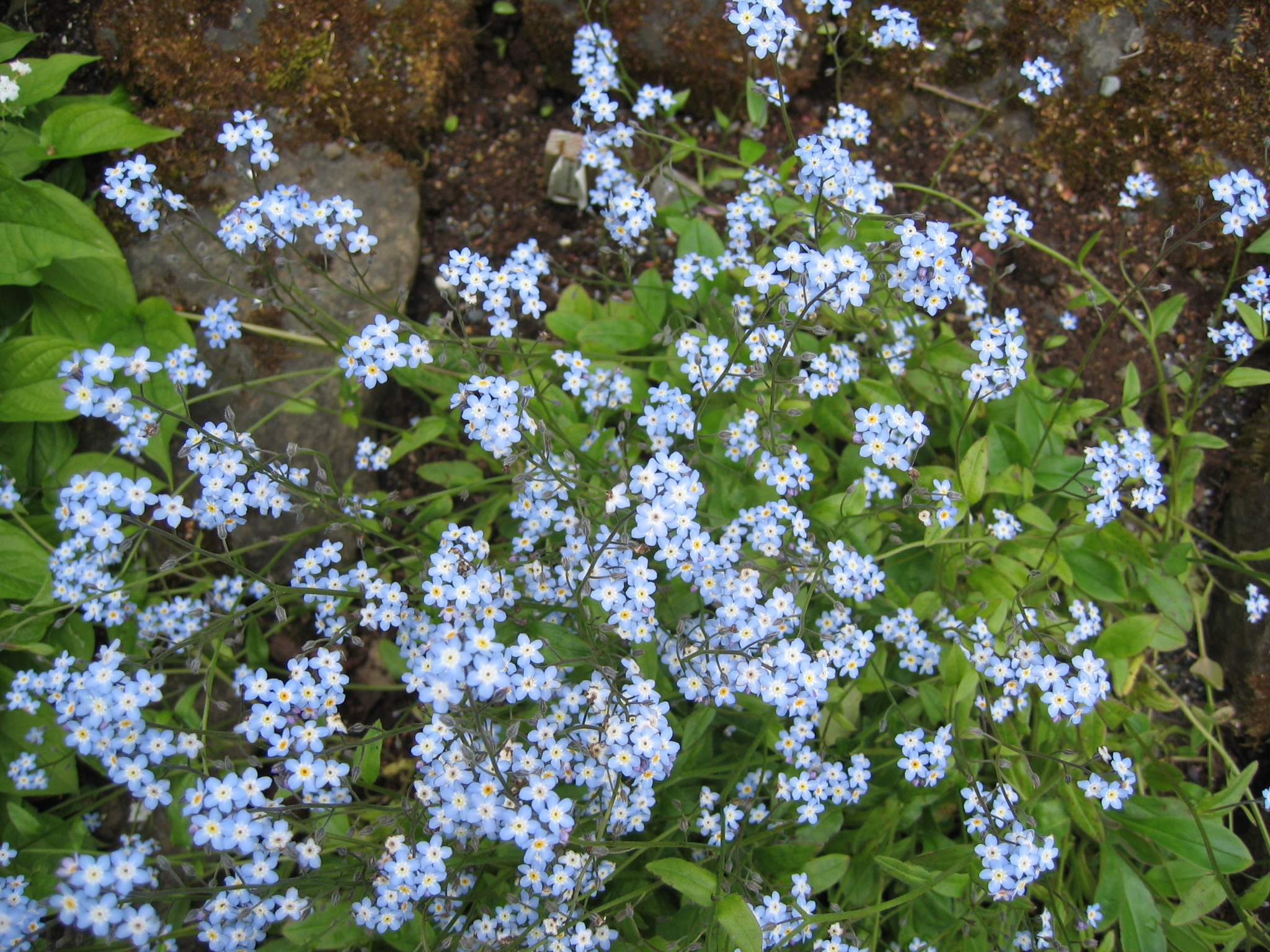
Myosotis decumbens
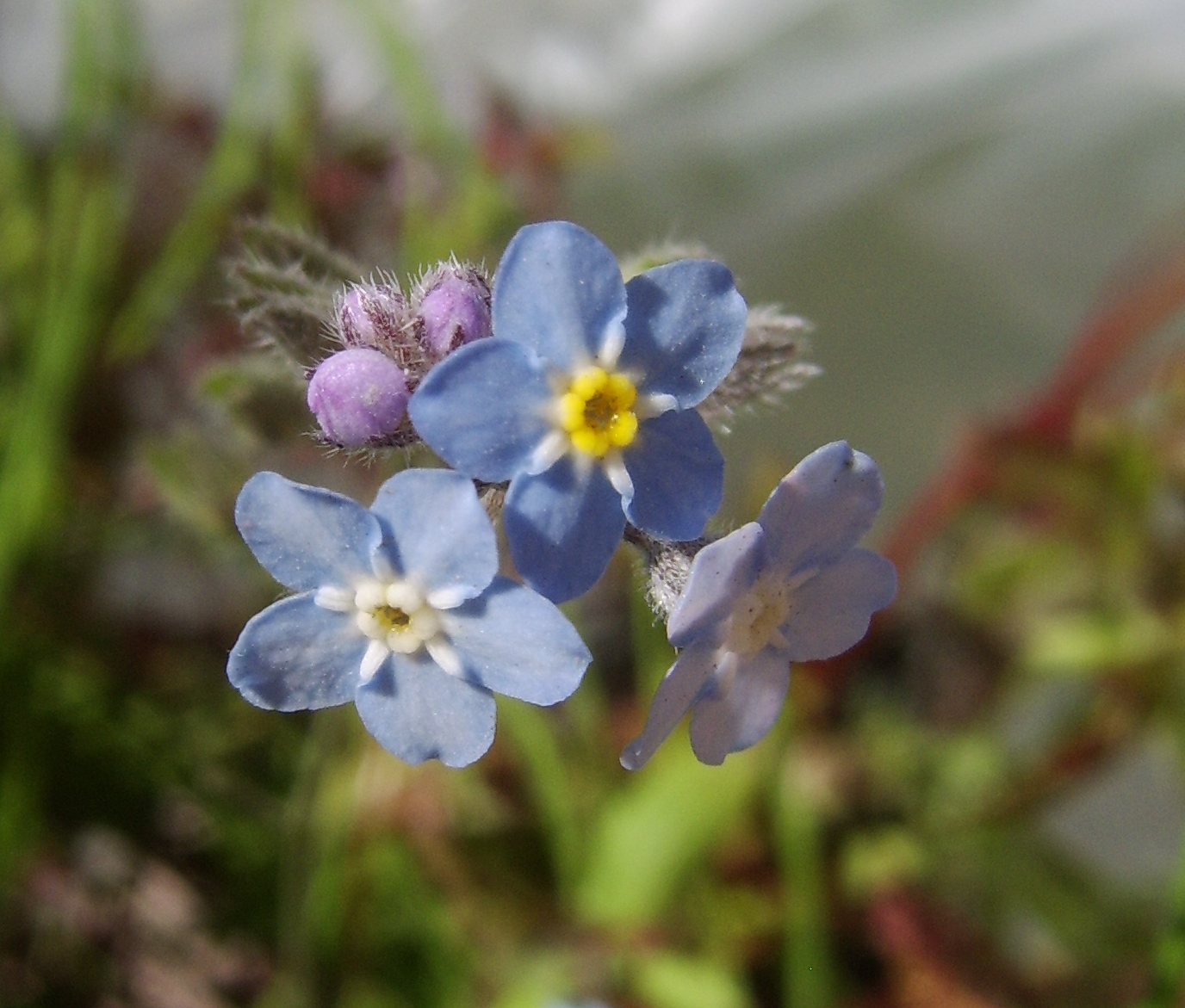
Myosotis laxa
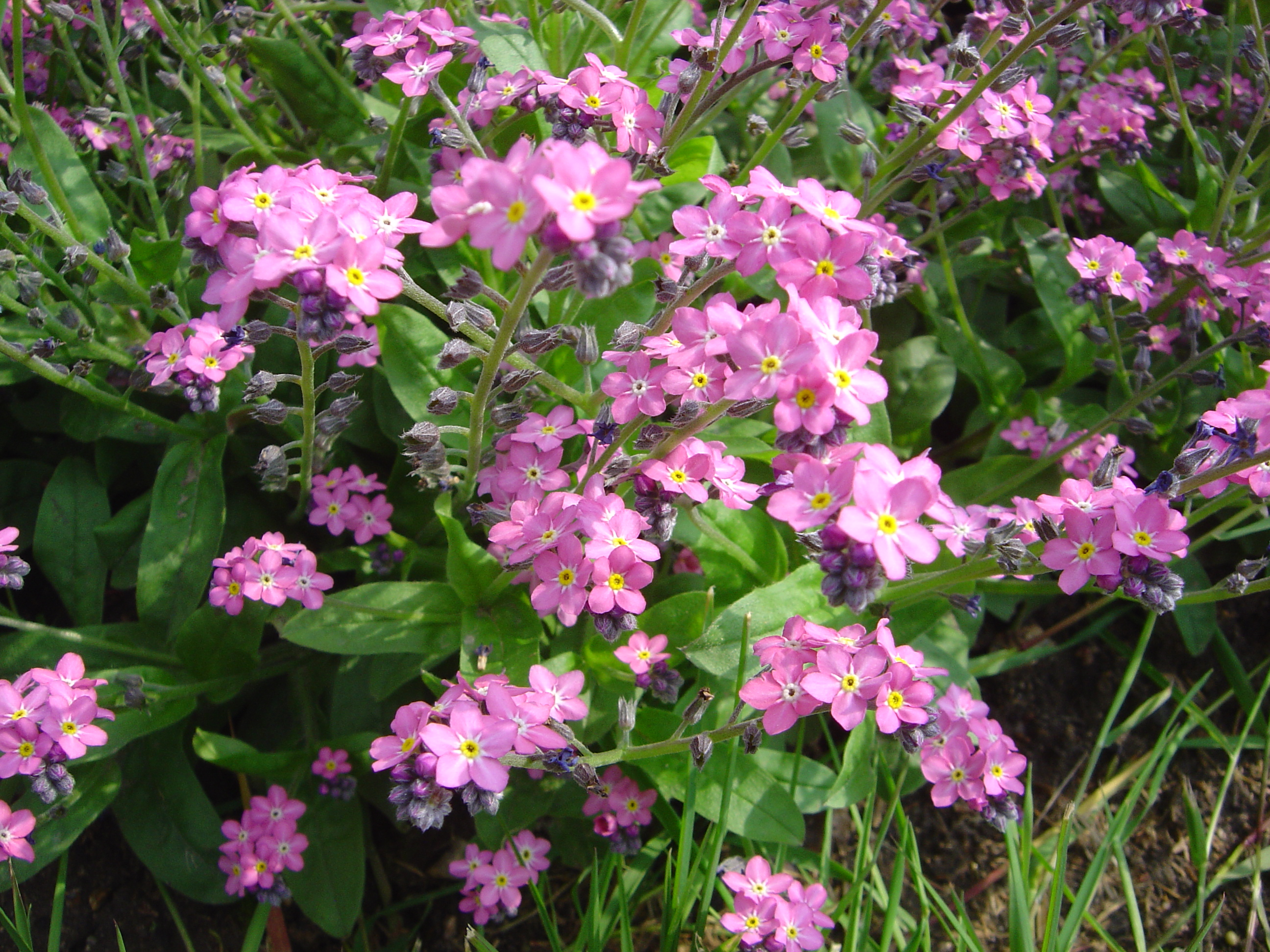
Myosotis sylvatica
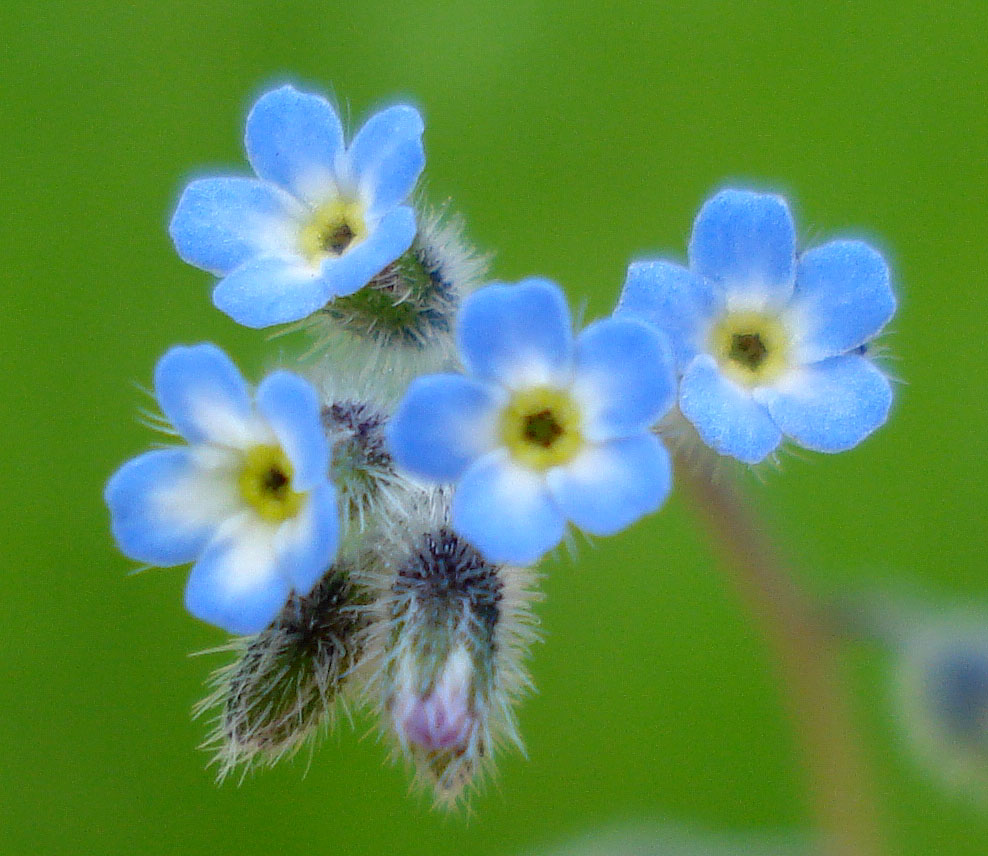
Myosotis ramosissima
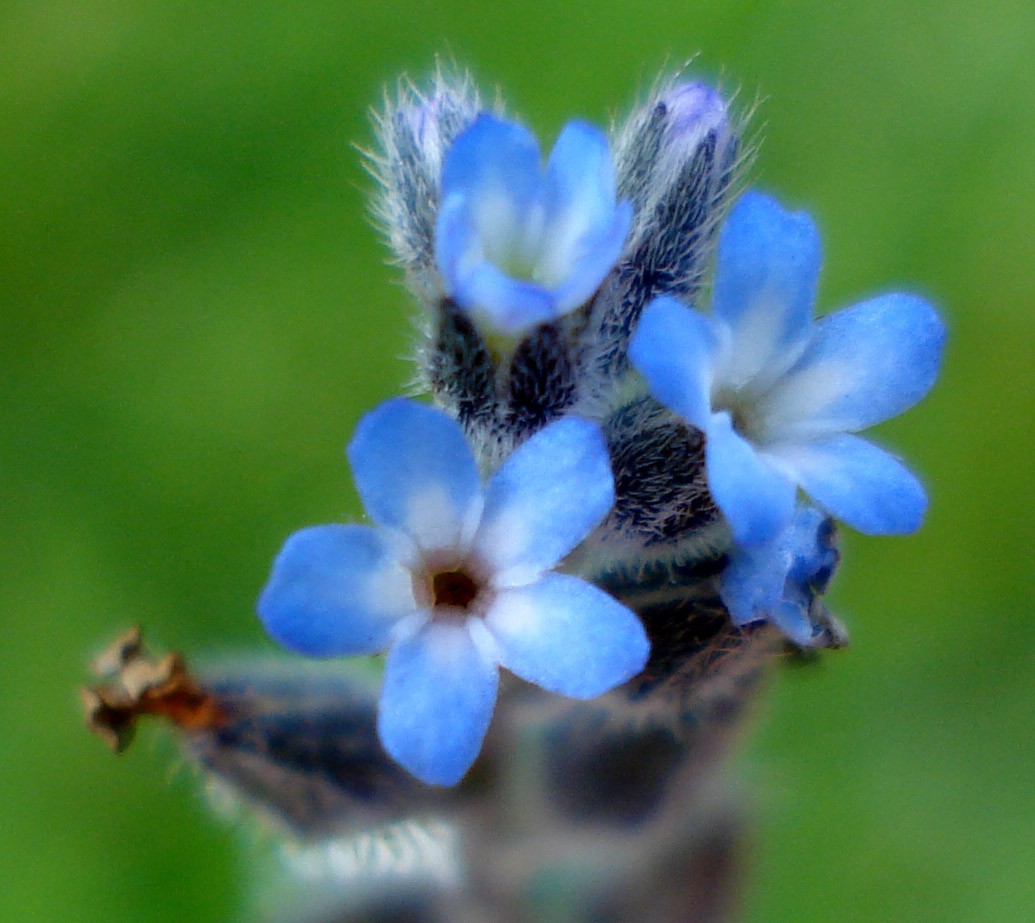
Myosotis stricta